# Fushë-Kruja
Fushë-Kruja város Albánia északnyugati részén, Kruja városától légvonalban 7, közúton 10 kilométerre délnyugatra, a Szkander bég hegyláncot határoló Lezha–Tiranai-síkság délkeleti peremén. Durrës megyén belül Kruja község része, Fushë-Kruja alközség központja. A 2011-es népszámlálás alapján az alközség népessége 18 477 fő, Fushë-Kruja város becsült lakossága 2006-ban 10 458 fő volt. Látnivalókban szűkölködő kisváros, közelében találhatóak az ókori Albanopolisz romjai.

## Fekvése
Fushë-Kruja a partvidéki Alacsony-Albánia északi részén található, a Lezha–Tiranai-síkság résztájegysége, a Mat–Ishëm köze délkeleti peremterületén fekszik. A településen keresztülfolyik a Zeza folyócska (Lumi i Zezës). Átszeli a Tiranát Shkodrán keresztül Han i Hotittal összekötő SH1-es jelű főút, valamint innen indul ki a Krujába vezetőSH38-as főút, illetve északi irányban a Mamurrasba és Laçba vezető SH39-es főút. A településtől 6 kilométerre délre található Albánia legfontosabb nemzetközi légikikötője, a Teréz anya repülőtér.

## Története
Az ókorban 5 kilométerrel keletre feküdt az illírek által lakott Albanopolisz. A mai város elődjét a 16. században említették Ura e Zezë (’a Zeza hídja’) néven, a szomszédos Krujára utaló Fushë-Kruja (’Alsó-Kruja’ vagy ’síksági Kruja’) elnevezés csak a későbbi évszázadokban ragadt rá.
A 18. századtól az albániai bektásik egyik legfontosabb spirituális központja volt. 1799-től az itteni tekkéből szervezte az albánlakta területek bektási mozgalmát Shemseddin Shemimiu vagy Shemimi atya (1748–1803), akit a tekke melletti türbében temettek el. A független Albániában 1925-ben kialakított hat bektási körzet közül a krujai központja Fushë-Kruja bektási tekkéje volt, ahol az 1967-es ateista kampányt megelőzően is tizenöt dervis élt. Az 1991-es rendszerváltást követően visszaállították a korábbi egyházszervezetet, Fushë-Kruja bektási vezetője Selim Kaliçani (1922–2001) lett.

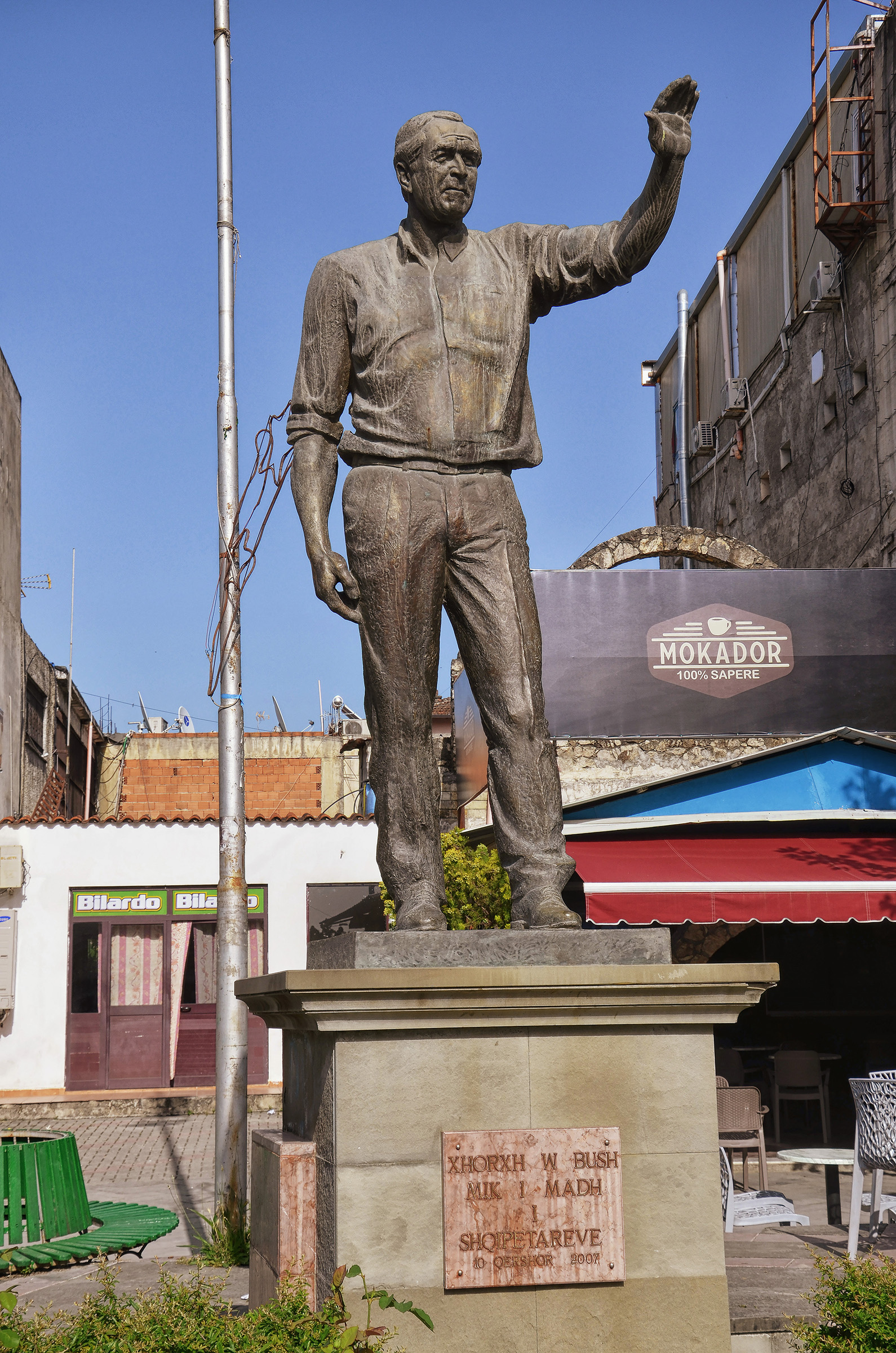
A fushë-krujai Bush-szobor

A kommunizmus évtizedeiben először mezőgazdasági üzemeket telepítettek Fushë-Krujába, majd népessége a cementkombinát megnyitásának köszönhetően növekedett meg. A rendszerváltás után a Tiranába irányuló nagy arányú bevándorlás, a népességszám regionális megduzzadása következményeként a fővárost körülölelő elővárosi övezet részévé vált.
Fushë-Kruja múltjának emlékezetes pillanata volt, amikor 2007. június 10-e délutánján az országban járt amerikai elnök, George W. Bush meglátogatta a várost. A helyiek kitörő lelkesedéssel fogadták a közöttük sétáló elnököt, a tumultuózus jelenetek egyik kínos mozzanata volt Bush karórájának eltűnése. Az elnöki látogatásra egy Bush-szobor emlékeztet a város központjában, a főteret is róla nevezték el.